# پفی‌مرغ کاتینگا
پفی‌مرغ کاتینگا (نام علمی: Nystalus maculatus) گونه‌ای از پرندگان از تیرهٔ پفی‌مرغان (Bucconidae) شامل پفی‌مرغ‌ها، راهبک‌ها و راهبه‌ها است. این گونه بومی برزیل است.